# Markus Flanagan
Markus Flanagan (Bryn Mawr, 20 augustus 1964) is een Amerikaans acteur, filmproducent en scenarioschrijver.

## Carrière
Flanagan begon in 1988 met acteren in de film Biloxi Blues, waarna hij nog meerdere rollen speelde in films en televisieseries. Hij is vooral bekend van zijn rol als Jeff Singer in de televisieserie Unfabulous waar hij in 41 afleveringen speelde (2004-2007). Flanagan is ook actief als filmproducent en scenarioschrijver, in 2014 en 2015 was hij hierin verantwoordelijk voor negen afleveringen in de televisieserie Rogues of LA.

## Filmografie

### Films
Uitgezonderd korte films.
- 2021 Another Girl - auteur (stem)
- 2011 Meeting Spencer - als man in café
- 2010 Life as We Know It - als chef Phillipe
- 2008 Seven Pounds - als neurochirurg
- 2007 The Kingdom - als FBI agent
- 2006 Loving Annabelle - als Michael
- 2001 Holiday in the Sun - als Harrison
- 2001 Malpractice - als Ken Garrett
- 2000 Overnight Sensation - als Scott Palmer
- 2000 Dancing in September - als Alvin Nelson
- 1998 Walking to the Waterline - als Paul
- 1997 Bloodhounds - als Bob Moore
- 1996 Apollo 11 - als Duke
- 1994 Cries from the Heart - als Roger
- 1993 No Child of Mine - als Bob Frazier
- 1990 Sunset Beat - als Bradley Coolidge
- 1989 Born on the Fourth of July - als dokter in Vietnam
- 1989 Perfect Witness - als Woods
- 1988 The Beat - als
- 1988 Too Young the Hero - als Sparky
- 1988 Biloxi Blues - als Roy Selridge

### Televisieseries
Uitgezonderd eenmalige gastrollen.
- 2019-2023 The Morning Show - als Gerard Drummond - 7 afl.
- 2017-2022 Better Things - als Mark - 6 afl.
- 2014-2015 Rogues of LA - als Brian - 9 afl.
- 2015 Supernatural - als Monroe Styne - 2 afl.
- 2008 The Young and the Restless - als Robert Drake - 2 afl.
- 2004-2007 Unfabulous - als Jeff Singer - 41 afl.
- 2001 Providence - als Bruce Larson - 2 afl.
- 1996-1998 Nash Bridges - als Conner McMillan - 2 afl.
- 1997 Melrose Place - als Harry Dean - 7 afl.
- 1995 Hudson Street - als Jay Gallagher - 3 afl.
- 1992-1993 Nurses - als Luke Fitzgerald - 24 afl.

- Gemeinsame Normdatei: 133911020
- International Standard Name Identifier: 0000 0000 7881 120X
- Library of Congress Control Number: n2007035016
- Nationale Bibliotheek van Tsjechië: xx0078292
- Virtual International Authority File: 72596645
- WorldCat: E39PBJbWtR6Tm3VTk9r7DXHwG3